# Bomford Peak
Bomford Peak är en bergstopp i Sydgeorgien och Sydsandwichöarna (Storbritannien). Den ligger i den nordvästra delen av Sydgeorgien och Sydsandwichöarna. Toppen på Bomford Peak är 1 141 meter över havet.
Terrängen runt Bomford Peak är kuperad. Havet är nära Bomford Peak åt sydväst. Bomford Peak är den högsta punkten i trakten. Trakten runt Bomford Peak är nära nog obefolkad, med mindre än två invånare per kvadratkilometer. Det finns inga samhällen i närheten. Trakten runt Bomford Peak består i huvudsak av gräsmarker.